# Маневци
Маневци е село в Северна България.
То се намира в община Трявна, област Габрово.

## География
Село Маневци се намира в планински район.